# PDC Pro Tour 2018
De PDC Pro Tour 2018 is een reeks van dartstoernooien die werden georganiseerd door de Professional Darts Corporation (PDC). Deze tour bestaat uit de Professional Dart Players Organisation (PDPA) Players Championships, UK Open Qualifiers en de European Tour events. Deze editie werden er 41 PDC Pro Tour evenementen gespeeld bestaande uit 22 Players Championships, 6 UK Open Qualifiers, en 13 Europese Tour events. De wedstrijden werden niet op televisie uitgezonden.

## Prijzengeld
Ten opzichte van de PDC Pro Tour 2017 is het prijzengeld voor alle Europese Tourevenementen, de UK Open Qualifiers en de Players Championships gelijk gebleven. Wel werd er dit jaar een Europees Tour evenement extra gespeeld ten opzichte van vorige jaargang. (Het Danish Darts Open).
| Plaats          | UK Open Qualifiers |
| --------------- | ------------------ |
| Winnaar         | £10.000            |
| Runner-up       | £5.000             |
| Halvefinalisten | £2.500             |
| Kwartfinalisten | £2.000             |
| Laatste 16      | £1.500             |
| Laatste 32      | £750               |
| Laatste 64      | £250               |
| Totaal          | £60.000            |

| Plaats          | Players Championships |
| --------------- | --------------------- |
| Winnaar         | £10.000               |
| Runner-up       | £6.000                |
| Halvefinalisten | £3.000                |
| Kwartfinalisten | £2.250                |
| Laatste 16      | £1.500                |
| Laatste 32      | £1.000                |
| Laatste 64      | £500                  |
| Totaal          | £75.000               |

| Plaats          | Europese Tour |
| --------------- | ------------- |
| Winnaar         | £25.000       |
| Runner-up       | £10.000       |
| Halvefinalisten | £6.000        |
| Kwartfinalisten | £5.000        |
| Laatste 16      | £3.000        |
| Laatste 32      | £2.000        |
| Laatste 48      | £1.000        |
| Totaal          | £135.000      |

## PDC Pro Tour Card
Aan 128 spelers zijn Tour Cards toegekend, waarmee zij deel mogen nemen aan alle Players Championships, UK Open Qualifiers en European Tour evenementen.
De 2018 Tour Kaarten werden toegekend aan:
- (64) De top 64 spelers van de PDC Order of Merit na het PDC World Darts Championship 2018.
  - Phil Taylor gaf zijn kaart terug, waardoor Martin Schindler nummer 64 werd op de Order of Merit.
- (24) De 24 qualifiers van de Q-School 2017 die niet in de top 64 van de PDC Order of Merit stonden na het WK.
- (1) De hoogste qualifiers van de Challenge Tour 2016 (Rob Cross en Ryan Searle).
  - Omdat Rob Cross in de top 64 kwam was er een extra tourkaart voor een Q-school qualifier.
- (2) De twee hoogste qualifiers van de Development Tour 2016 (Ross Twell en Aden Kirk).
- (2) De twee hoogste qualifiers van de Challenge Tour 2017 (Wayne Jones en Mark Dudbridge).
- (2) De twee hoogste qualifiers van de Development Tour 2017 (Luke Humphries en Dimitri van den Bergh).
  - Dimitri van den Bergh kwam ook in de top 64, waardoor Adam Hunt zijn tourkaart kreeg omdat hij als derde op de Development Tour Order of Merit was geëindigd.
- (12) De 12 qualifiers van de Q-School 2018.

Daarna werd het spelersveld aangevuld met de hoogst gekwalificeerde spelers van de Q School Order of Merit, tot het maximum aantal van 128 Pro Tour Card spelers is bereikt. Dat waren er dit jaar 21.

### Q School
Voor de eerste keer werd dit jaar de Q-School gesplitst in een Engelse en een Europese Q-School. Spelers buiten Europa konden zelf kiezen.
De volgende spelers hebben een tweejarige tourkaart gewonnen:
| Datum              | Qualifiers UK Q-School           | Qualifiers European Q-School |
| ------------------ | -------------------------------- | ---------------------------- |
| Dag 1 - 18 januari | Eddie Dootson, Corey Cadby       | Jeffrey de Zwaan             |
| Dag 2 - 19 januari | Alan Tabern, Robert Owen         | Mario Robbe                  |
| Dag 3 - 20 januari | Arron Monk, George Killington    | Tytus Kanik                  |
| Dag 4 - 21 januari | Bradley Brooks, Dawson Murschell | Gabriel Clemens              |

Er werd ook een Order of Merit voor iedere Q-School gemaakt. Iedere speler voorbij de eerste ronde kreeg voor elke gewonnen partij 1 punt.
Op basis van deze Q School Order of Merit werden dus nog 21 tour kaarten verdeeld:
UK Q-School Order of Merit
1. Nathan Aspinall
2. Ross Smith
3. Terry Temple
4. Ryan Harrington
5. Simon Stevenson
6. Gary Eastwood
7. John Goldie
8. Matthew Edgar
9. Ryan Meikle
10. Ryan Joyce
11. Kevin Burness
12. Tony Newell
13. Luke Woodhouse
14. Peter Hudson
15. Mark Wilson

Europese Q-School Order of Merit
1. Danny Noppert
2. Robert Marijanović
3. Dirk van Duijvenbode
4. Vincent Kamphuis
5. José Justicia
6. Davy Van Baelen

## Players Championships
| Num. | Datum                 | Plaats                          | Winnaar            | Score | Runner-up        | Bron |
| ---- | --------------------- | ------------------------------- | ------------------ | ----- | ---------------- | ---- |
| 1    | Zaterdag 17 februari  | Barnsley, Metrodome             | Michael van Gerwen | 6-4   | James Wade       |      |
| 2    | Zondag 18 februari    | Barnsley, Metrodome             | Michael van Gerwen | 6-1   | Corey Cadby      |      |
| 3    | Zaterdag 10 maart     | Barnsley, Metrodome             | Gary Anderson      | 6-0   | Peter Wright     |      |
| 4    | Zondag 11 maart       | Barnsley, Metrodome             | Gary Anderson      | 6-2   | Jeffrey de Zwaan |      |
| 5    | Zaterdag 17 maart     | Milton Keynes, Arena MK         | Michael van Gerwen | 6-2   | Chris Dobey      |      |
| 6    | Zondag 18 maart       | Milton Keynes, Arena MK         | Michael van Gerwen | 6-5   | Dave Chisnall    |      |
| 7    | Zaterdag 7 april      | Barnsley, Metrodome             | Michael Smith      | 6-2   | Adrian Lewis     |      |
| 8    | Zondag 8 april        | Barnsley, Metrodome             | Mickey Mansell     | 6-4   | Adrian Lewis     |      |
| 9    | Zaterdag 28 april     | Wigan, Robin Park Tennis Centre | Michael van Gerwen | 6-4   | Scott Taylor     |      |
| 10   | Zondag 29 april       | Wigan, Robin Park Tennis Centre | Jeffrey de Zwaan   | 6-5   | Jonny Clayton    |      |
| 11   | Zaterdag 19 mei       | Milton Keynes, Arena MK         | Gary Anderson      | 6-5   | Gabriel Clemens  |      |
| 12   | Zondag 20 mei         | Milton Keynes, Arena MK         | Josh Payne         | 6-5   | Peter Wright     |      |
| 13   | Zaterdag 16 juni      | Wigan, Robin Park Tennis Centre | Rob Cross          | 6-4   | Ian White        |      |
| 14   | Zondag 17 juni        | Wigan, Robin Park Tennis Centre | Peter Wright       | 6-4   | Rob Cross        |      |
| 15   | Dinsdag 26 juni       | Barnsley, Metrodome             | Mervyn King        | 6-2   | James Wade       |      |
| 16   | Woensdag 27 juni      | Barnsley, Metrodome             | Ian White          | 6-3   | Darren Webster   |      |
| 17   | Dinsdag 4 september   | Barnsley, Metrodome             | Peter Wright       | 6-2   | Daryl Gurney     |      |
| 18   | Woensdag 5 september  | Barnsley, Metrodome             | Nathan Aspinall    | 6-4   | Ryan Searle      |      |
| 19   | Vrijdag 28 september  | Dublin, City West Hotel         | Max Hopp           | 6-3   | Madars Razma     |      |
| 20   | Zaterdag 29 september | Dublin, City West Hotel         | Danny Noppert      | 6-4   | Ian White        |      |
| 21   | Zaterdag 20 oktober   | Barnsley, Metrodome             | Krzysztof Ratajski | 6-2   | Chris Dobey      |      |
| 22   | Zondag 21 oktober     | Barnsley, Metrodome             | Krzysztof Ratajski | 6-4   | Adrian Lewis     |      |

## UK Open Qualifier
| No. | Date                 | Venue                           | Winner             | Score | Runner-up         | Bron |
| --- | -------------------- | ------------------------------- | ------------------ | ----- | ----------------- | ---- |
| 1   | Vrijdag 2 februari   | Wigan, Robin Park Tennis Centre | Michael van Gerwen | 6-3   | Michael Smith     |      |
| 2   | Zaterdag 3 februari  | Wigan, Robin Park Tennis Centre | Michael van Gerwen | 6-3   | Darren Webster    |      |
| 3   | Zondag 4 februari    | Wigan, Robin Park Tennis Centre | Michael Smith      | 6-0   | Zoran Lerchbacher |      |
| 4   | Vrijdag 9 februari   | Wigan, Robin Park Tennis Centre | Gary Anderson      | 6-2   | Jeffrey de Zwaan  |      |
| 5   | Zaterdag 10 februari | Wigan, Robin Park Tennis Centre | Corey Cadby        | 6-4   | Rob Cross         |      |
| 6   | Zondag 11 februari   | Wigan, Robin Park Tennis Centre | Krzysztof Ratajski | 6-4   | Daryl Gurney      |      |

## Europese Tour
Er waren dertien Europese Tour toernooien dit jaar:
| Nr. | Datum               | Evenement                 | Plaats                        | Winnaar            | Uitslag | Runner-up        | Bron |
| --- | ------------------- | ------------------------- | ----------------------------- | ------------------ | ------- | ---------------- | ---- |
| 1   | 23-25 maart         | European Darts Open       | Leverkusen, Ostermann-Arena   | Michael van Gerwen | 8-7     | Peter Wright     |      |
| 2   | 31 maart-2 april    | German Darts Grand Prix   | München, Zenith               | Michael van Gerwen | 8-5     | Peter Wright     |      |
| 3   | 13–15 april         | German Darts Open         | Saarbrücken, Saarlandhalle    | Max Hopp           | 8-7     | Michael Smith    |      |
| 4   | 20-22 april         | Austrian Darts Open       | Premstätten, Steiermarkhalle  | Jonny Clayton      | 8-5     | Gerwyn Price     |      |
| 5   | 4–6 mei             | European Darts Grand Prix | Sindelfingen, Glaspalast      | Michael van Gerwen | 8-3     | James Wade       |      |
| 6   | 11-13 mei           | Dutch Darts Masters       | Zwolle, IJsselhallen          | Michael van Gerwen | 8-5     | Steve Lennon     |      |
| 7   | 8-10 juni           | Gibraltar Darts Trophy    | Gibraltar, Victoria Stadium   | Michael van Gerwen | 8-3     | Adrian Lewis     |      |
| 8   | 22-24 juni          | Danish Darts Open         | Kopenhagen, Brøndbyhallen     | Mensur Suljović    | 8-3     | Simon Whitlock   |      |
| 9   | 29 juni-1 juli      | European Darts Matchplay  | Hamburg, edel-optics.de Arena | Michael van Gerwen | 8-2     | William O'Connor |      |
| 10  | 31 augustus-2 sept. | German Darts Championship | Hildesheim, Halle 39          | Michael van Gerwen | 8-6     | James Wilson     |      |
| 11  | 7–9 september       | Dutch Darts Championship  | Maastricht, MECC Eventcenter  | Ian White          | 8-5     | Ricky Evans      |      |
| 12  | 14–16 september     | International Darts Open  | Riesa, Sachsen Arena          | Gerwyn Price       | 8-3     | Simon Whitlock   |      |
| 13  | 12–14 oktober       | European Darts Trophy     | Göttingen, Lokhalle           | Michael van Gerwen | 8-3     | James Wade       |      |

## PDC Challenge Tour
De PDC Unicorn Challenge Tour is toegankelijk voor alle PDPA leden die tijdens de Q-School geen tour kaart wisten te bemachtigen. De spelers die als nummer 1 en 2 op de PDC Unicorn Challenge Tour Order of Merit zijn geëindigd, hebben een tour kaart voor twee jaar gekregen waarmee zij kunnen deelnemen aan de PDC Pro Tour 2019 en 2020. De nummers 3 tot en met 8 mogen gratis deelnemen aan de PDC Q-School editie in 2019. 
| #  | Datum                | Plaats                                   | Winnaar            | Legs | Runner-Up          | Bron |
| -- | -------------------- | ---------------------------------------- | ------------------ | ---- | ------------------ | ---- |
| 1  | Zaterdag 27 januari  | Wigan, Robin Park Arena                  | Simon Preston      | 5-2  | Jarred Cole        |      |
| 2  | Zaterdag 27 januari  | Wigan, Robin Park Arena                  | Diogo Portela      | 5-3  | Michael Barnard    |      |
| 3  | Zondag 28 januari    | Wigan, Robin Park Arena                  | Martin Atkins      | 5-4  | Michael Barnard    |      |
| 4  | Zondag 28 januari    | Wigan, Robin Park Arena                  | Jason Cullen       | 5-4  | Cameron Menzies    |      |
| 5  | Zaterdag 24 maart    | Milton Keynes. Arena MK                  | John Davey         | 5-0  | Adrian Grey        |      |
| 6  | Zaterdag 24 maart    | Milton Keynes. Arena MK                  | Michael Barnard    | 5-2  | Jason Lowe         |      |
| 7  | Zondag 25 maart      | Milton Keynes. Arena MK                  | Dennis Nilsson     | 5-2  | Harry Ward         |      |
| 8  | Zondag 25 maart      | Milton Keynes. Arena MK                  | Ted Evetts         | 5-1  | Krzysztof Ratajski |      |
| 9  | Zaterdag 5 mei       | Wigan, Robin Park Arena                  | Cody Harris        | 5-2  | Yordi Meeuwisse    |      |
| 10 | Zaterdag 5 mei       | Wigan, Robin Park Arena                  | Michael Barnard    | 5-1  | Martin Atkins      |      |
| 11 | Zondag 6 mei         | Wigan, Robin Park Arena                  | Michael Barnard    | 5-3  | Andy Jenkins       |      |
| 12 | Zondag 6 mei         | Wigan, Robin Park Arena                  | Adam Huckvale      | 5-3  | Darren Beveridge   |      |
| 13 | Zaterdag 8 september | Wigan, Robin Park Arena                  | Jamie Hughes       | 5-2  | Cody Harris        |      |
| 14 | Zaterdag 8 september | Wigan, Robin Park Arena                  | Krzysztof Ratajski | 5-2  | Mick Todd          |      |
| 15 | Zondag 9 september   | Wigan, Robin Park Arena                  | Cameron Menzies    | 5-0  | Mark Frost         |      |
| 16 | Zondag 9 september   | Wigan, Robin Park Arena                  | Lee Budgen         | 5-3  | Michael Barnard    |      |
| 17 | Zaterdag 10 november | Peterborough, East of England Showground | David Evans        | 5-2  | Ryan Murray        |      |
| 18 | Zaterdag 10 november | Peterborough, East of England Showground | Jonathan Worsley   | 5-2  | Cody Harris        |      |
| 19 | Zondag 11 november   | Peterborough, East of England Showground | Michael Rasztovits | 5-3  | Andy Boulton       |      |
| 20 | Zondag 11 november   | Peterborough, East of England Showground | Ted Evetts         | 5-4  | David Evans        |      |

## PDC Development Tour
De PDC Unicorn Development Tour is toegankelijk voor spelers van 16-23 jaar. De spelers die als nummer 1 en 2 op de PDC Development Tour Order of Merit zijn geëindigd hebben een tourkaart voor twee jaar gekregen waarmee zij kunnen deelnemen aan de PDC Pro Tour 2019 en 2020. De nummers 3 tot en met 8 mogen gratis deelnemen aan de PDC Q-School editie in 2019. 
| #  | Datum                 | Plaats                                   | Winnaar               | Legs | Runner-Up             | Bron |
| -- | --------------------- | ---------------------------------------- | --------------------- | ---- | --------------------- | ---- |
| 1  | Zaterdag 14 april     | Wigan, Robin Park Arena                  | Nathan Rafferty       | 5-3  | Dawson Murschell      |      |
| 2  | Zaterdag 14 april     | Wigan, Robin Park Arena                  | Wessel Nijman         | 5-4  | Bradley Brooks        |      |
| 3  | Zondag 15 april       | Wigan, Robin Park Arena                  | Rob Hewson            | 5-3  | Melvin de Fijter      |      |
| 4  | Zondag 15 april       | Wigan, Robin Park Arena                  | Niels Zonneveld       | 5-2  | Joe Davis             |      |
| 5  | Zaterdag 26 mei       | Hildesheim. Halle 39                     | Rowby-John Rodriguez  | 5-0  | George Killington     |      |
| 6  | Zaterdag 26 mei       | Hildesheim. Halle 39                     | Kenny Neyens          | 5-2  | Jarred Cole           |      |
| 7  | Zondag 27 mei         | Hildesheim. Halle 39                     | Luke Humphries        | 5-2  | Niels Zonneveld       |      |
| 8  | Zondag 27 mei         | Hildesheim. Halle 39                     | Ted Evetts            | 5-2  | Geert Nentjes         |      |
| 9  | Zaterdag 9 juni       | Wigan, Robin Park Arena                  | Martin Schindler      | 5-0  | Dimitri Van den Bergh |      |
| 10 | Zaterdag 9 juni       | Wigan, Robin Park Arena                  | Martin Schindler      | 5-1  | George Gardner        |      |
| 11 | Zondag 10 juni        | Wigan, Robin Park Arena                  | Ryan Meikle           | 5-3  | Rowby-John Rodriguez  |      |
| 12 | Zondag 10 juni        | Wigan, Robin Park Arena                  | Ted Evetts            | 5-2  | Dimitri Van den Bergh |      |
| 13 | Zaterdag 22 september | Peterborough, East of England Showground | Luke Humphries        | 5-4  | Justin van Tergouw    |      |
| 14 | Zaterdag 22 september | Peterborough, East of England Showground | George Killington     | 5-3  | Christian Bunse       |      |
| 15 | Zondag 23 september   | Peterborough, East of England Showground | Dimitri Van den Bergh | 5-3  | Lee Budgen            |      |
| 16 | Zondag 23 september   | Peterborough, East of England Showground | Jarred Cole           | 5-1  | Christian Bunse       |      |
| 17 | Zaterdag 3 november   | Wigan, Robin Park Arena                  | Luke Humphries        | 5-1  | Bradley Brooks        |      |
| 18 | Zaterdag 3 november   | Wigan, Robin Park Arena                  | Berry van Peer        | 5-4  | Geert Nentjes         |      |
| 19 | Zondag 4 november     | Wigan, Robin Park Arena                  | Dimitri Van den Bergh | 5-3  | Geert Nentjes         |      |
| 20 | Zondag 4 november     | Wigan, Robin Park Arena                  | Ted Evetts            | 5-4  | Christian Bunse       |      |

2004 · 2005 · 2006 · 2007 · 2008 · 2009 · 2010 · 2011 · 2012 · 2013 · 2014 · 2015 · 2016 · 2017 · 2018 · 2019 · 2020 · 2021 · 2022 · 2023 · 2024 · 2025